# Peripoli Nevada
Il Peripoli Nevada è un ciclomotore prodotto dalla seconda metà degli anni '70 per una decina d'anni dalla casa motociclistica Officine Meccaniche F.lli Peripoli. 

## Storia
Era motorizzato con il Minarelli v1; nelle versioni più economiche si aveva il motore con avviamento a pedali, i parafanghi verniciati e non cromati ed il posteriore privo di ammortizzatori quindi rigide posteriormente mentre anteriormente tutte le versioni erano provviste di forcella con ammortizzatori telescopici. Nelle versioni più lussuose si avevano cerchi in lega, le frecce e l'avviamento a pedale.